# Leave in Silence
 «Leave in Silence»  — шостий сингл британської групи Depeche Mode, третій сингл з їх другий студійного альбому A Broken Frame. Записаний у Blackwing Studios, вийшов 16 серпня 1982. Це перший сингл Depeche Mode, для каталожного номери якого було використано позначення «BONG», яке продовжує використовуватися і донині. Це також їхня перша пісня, яка мала більше одного ремікса. У США оригінального комерційного релізу не було.

## Подробиці
«Leave in Silence» з'явилася в чотирьох версіях. Для версії синглу з альбомної версії була видалена невелика інтерлюдія в кінці. Також є більш довга версія, і більш «тиха» — це версія майже «А капела», у ній були залишені тільки невеликі музичні семпли. Більш довга версія пісні замінює альбомну на американської і японської версіях A Broken Frame.
Сторону «Б» займає «Excerpt From: My Secret Garden» — інструментальна версія «My Secret Garden» — пісні, яка разом з «Leave in Silence» з'явиться через трохи більше місяця на альбомі A Broken Frame. «Further Excerpts From: My Secret Garden» — це більш довга версія, вона була включена як бонус-трек в американську і японську версії A Broken Frame.
У лютому 2006, під час туру на підтримку альбому  Playing the Angel , «Leave in Silence» була проспівана  Мартіном Гором  перед паризькою аудиторією, і залишалася у сет-листі до закінчення туру. Це був перший випадок живого виконання пісні з альбому A Broken Frame за майже два десятиліття, коли «Leave in Silence» виконувалася під час туру на підтримку альбому  Black Celebration у 1986. Також, через 7 років, пісня знову була переспівана Мартіном Гором на одному з концертів туру в підтримку альбому Delta Machine.

## Музичне відео
Кліп на пісню зняв режисер Джулієн Темпл. У ньому учасники групи розбивають різні речі, а також говорять один з одним, при цьому їхні обличчя пофарбовані у різні кольори. Це відео учасникам групи не сподобалося, і не було включено у відеозбірник 1985  Some Great Videos  .